# Premi Biblioteca Breve
El Premi Biblioteca Breve de novel·la és concedit anualment per l'editorial Seix Barral a una novel·la inèdita en llengua castellana. La dotació per a 2019 va ser de 30.000 euros i la publicació del llibre. Es pot concedir fins i tot a dues novel·les (ex aequo), però mai quedar desert. S'entrega el febrer de l'any següent a cada convocatòria.

## Història
El 14 de juny de 1958, un jurat compost pels crítics literaris Josep Maria Castellet i José María Valverde, i els editors Víctor Seix (director de l'editorial), Juan Petit (director literari de l'editorial) i Carlos Barral (director de la col·lecció), va fallar a Sitges la primera edició del premi. Els seus trets distintius es desprenien de les declaracions dels membres de jurat: estimular els escriptors joves, posseir vocació renovadora...
El 1964 va canviar el jurat. A causa de la mort de Juan Petit el gener de 1964, reemplaçat en la direcció literària per Gabriel Ferrater, l'exili de José María Valverde el 1967 al Canadà i la mort de Víctor Seix l'octubre d'aquest any, es van incorporar al jurat, en edicions successives, Salvador Clotas, Luis Goytisolo i Juan García Hortelano. També es van modificar les bases: en tribut a Juan Petit, durant uns anys el premi va portar el seu nom de forma simbòlica. De la mateixa manera, la situació política espanyola va motivar que, en algunes edicions, la convocatòria s'obrís a qualsevol llengua romanç de la península ibèrica: van concursar obres en català i en portuguès (de Portugal i Brasil), encara que cap resultés premiada.
El jurat que va fallar l'edició de 1971 va estar compost per Luis Goytisolo, Juan Rulfo, Joan Ferraté i Pere Gimferrer, als quals el 1972 es va afegir Guillermo Cabrera Infante. No obstant això, el 1973 deixa de convocar-se a causa de nombrosos factors interns (dissensions en el si de l'editorial) i externs (problemes amb la censura), considerant-se complert el propòsit amb què es va crear.
El 1999, la nova direcció literària de l'editorial Seix Barral, pertanyent ja al Grup Planeta, va decidir tornar a convocar el premi, amb la voluntat de recuperar l'esperit amb què va néixer, procurant atendre tant als autors espanyols com als llatinoamericans.

## Obres guanyadores primera etapa (1958-1972)
| Any  | Guanyador                    | País      | Títol                          |
| ---- | ---------------------------- | --------- | ------------------------------ |
| 1958 | Luis Goytisolo               | Espanya   | Las afueras                    |
| 1959 | Juan García Hortelano        | Espanya   | Nuevas amistades               |
| 1960 | --                           | --        | --                             |
| 1961 | José Manuel Caballero Bonald | Espanya   | Dos días de septiembre         |
| 1962 | Mario Vargas Llosa           | Perú      | La ciudad y los perros         |
| 1963 | Vicente Leñero               | Mèxic     | Los albañiles                  |
| 1964 | Guillermo Cabrera Infante    | Cuba      | Tres tristes tigres            |
| 1965 | Juan Marsé                   | Espanya   | Últimas tardes con Teresa      |
| 1966 | --                           | --        | --                             |
| 1967 | Carlos Fuentes               | Mèxic     | Cambio de piel                 |
| 1968 | Adriano González León        | Veneçuela | País portátil                  |
| 1969 | Juan Benet                   | Espanya   | Una meditación                 |
| 1970 | --                           | --        | --                             |
| 1971 | Nivaria Tejera               | Cuba      | Sonámbulo del sol              |
| 1972 | José Leyva                   | Espanya   | La circuncisión del señor solo |

## Obres guanyadores segona etapa (1999-)
| Any  | Guanyador                | País      | Títol                              |
| ---- | ------------------------ | --------- | ---------------------------------- |
| 1999 | Jorge Volpi              | Mèxic     | En busca de Klingsor               |
| 2000 | Gonzalo Garcés           | Argentina | Los impacientes                    |
| 2001 | Juana Salabert           | Espanya   | Velódromo de invierno              |
| 2002 | Mario Mendoza            | Colòmbia  | Satanás                            |
| 2003 | Juan Bonilla             | Espanya   | Los príncipes nubios               |
| 2004 | Mauricio Electorat       | Xile      | La burla del tiempo                |
| 2005 | Elvira Lindo             | Espanya   | Una palabra tuya                   |
| 2006 | Luisa Castro             | Espanya   | La segunda mujer                   |
| 2007 | Juan Manuel de Prada     | Espanya   | El séptimo velo                    |
| 2008 | Gioconda Belli           | Nicaragua | El infinito en la palma de la mano |
| 2009 | Clara Usón               | Espanya   | Corazón de napalm                  |
| 2010 | Guillermo Saccomanno     | Argentina | El oficinista                      |
| 2011 | Elena Poniatowska        | Mèxic     | Leonora                            |
| 2012 | Javier Calvo             | Espanya   | El jardín colgante                 |
| 2013 | Rosa Regàs               | Espanya   | Música de cámara                   |
| 2014 | Fernando Aramburu        | Espanya   | Ávidas pretensiones                |
| 2015 | Fernando Marías Amondo   | Espanya   | La isla del padre                  |
| 2016 | Ricardo Menéndez Salmón  | Espanya   | El Sistema                         |
| 2017 | Antonio Iturbe           | Espanya   | A cielo abierto                    |
| 2018 | Agustín Fernández Mallo  | Espanya   | Trilogía de la guerra              |
| 2019 | Elvira Sastre            | Espanya   | Días sin ti                        |
| 2020 | Raquel Taranilla         | Espanya   | Noche y océano                     |
| 2021 | Juan Manuel Gil          | Espanya   | Trigo limpio                       |
| 2022 | Isaac Rosa               | Espanya   | Lugar seguro                       |
| 2023 | Rosario Villajos         | Espanya   | La educación física                |
| 2024 | Jesús Carrasco Jaramillo | Espanya   | Elogio de las manos                |